# Baumaralie

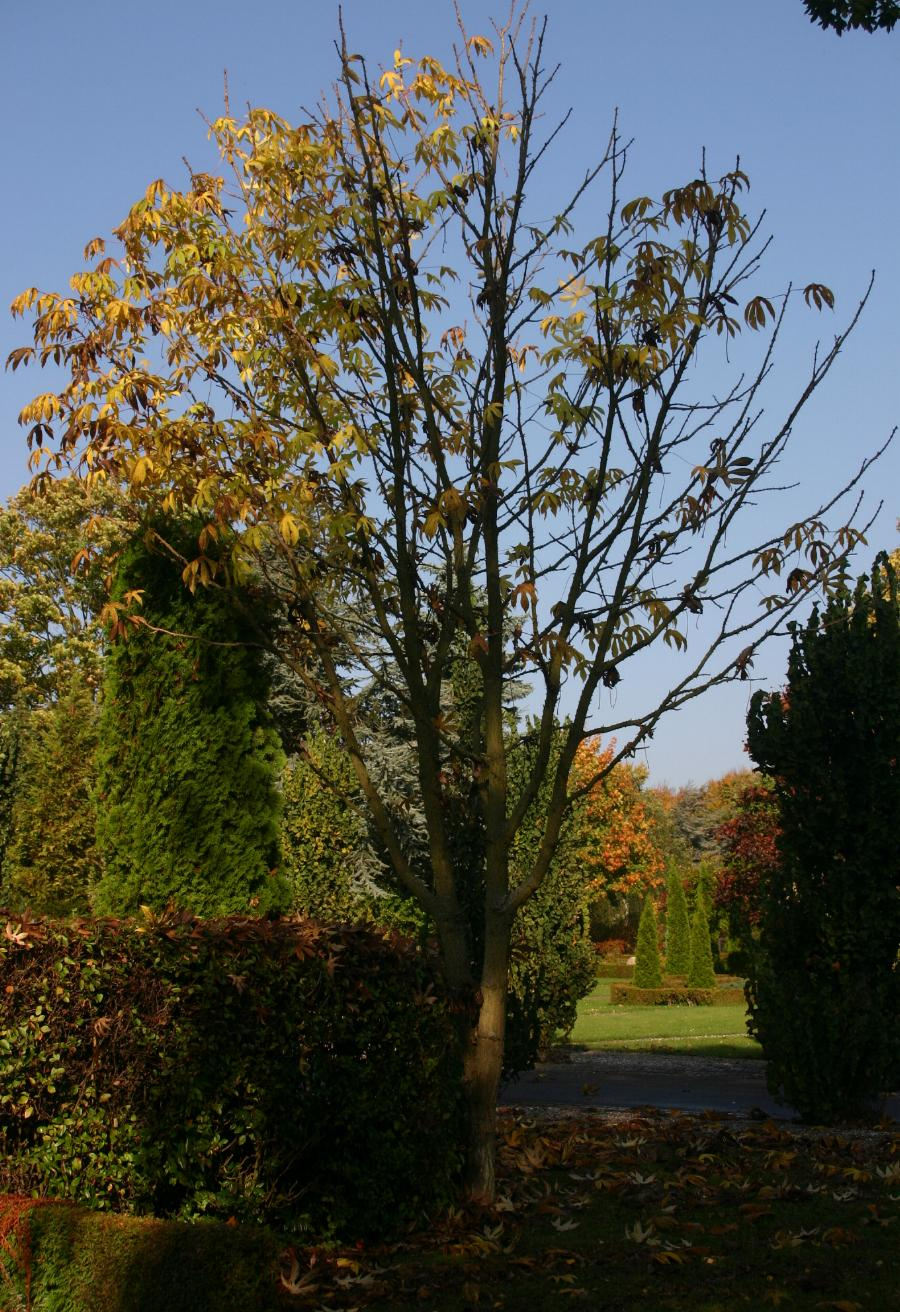
Habitus

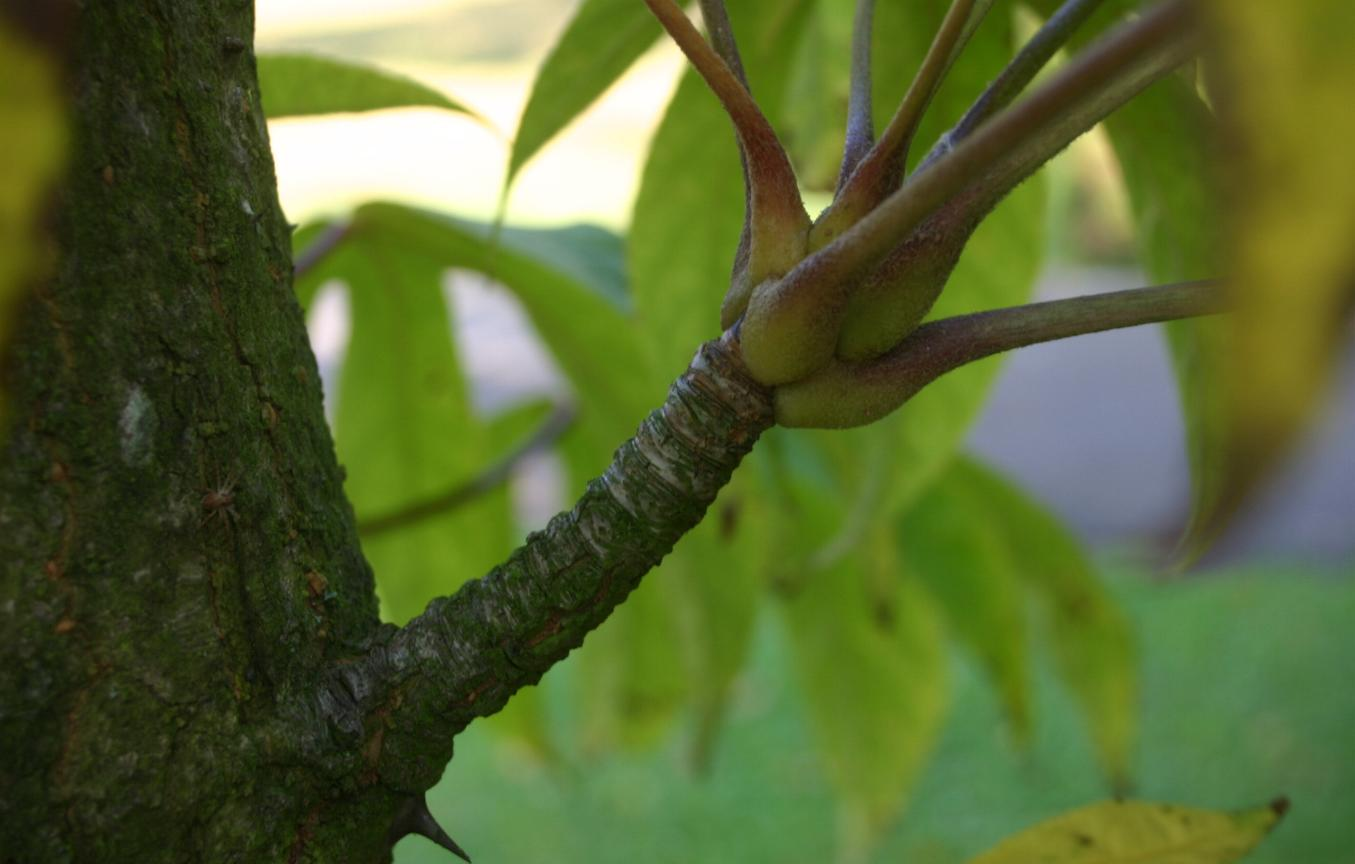
Zweig mit Bestachelung und Blattstiel mit verwachsenen Nebenblättern

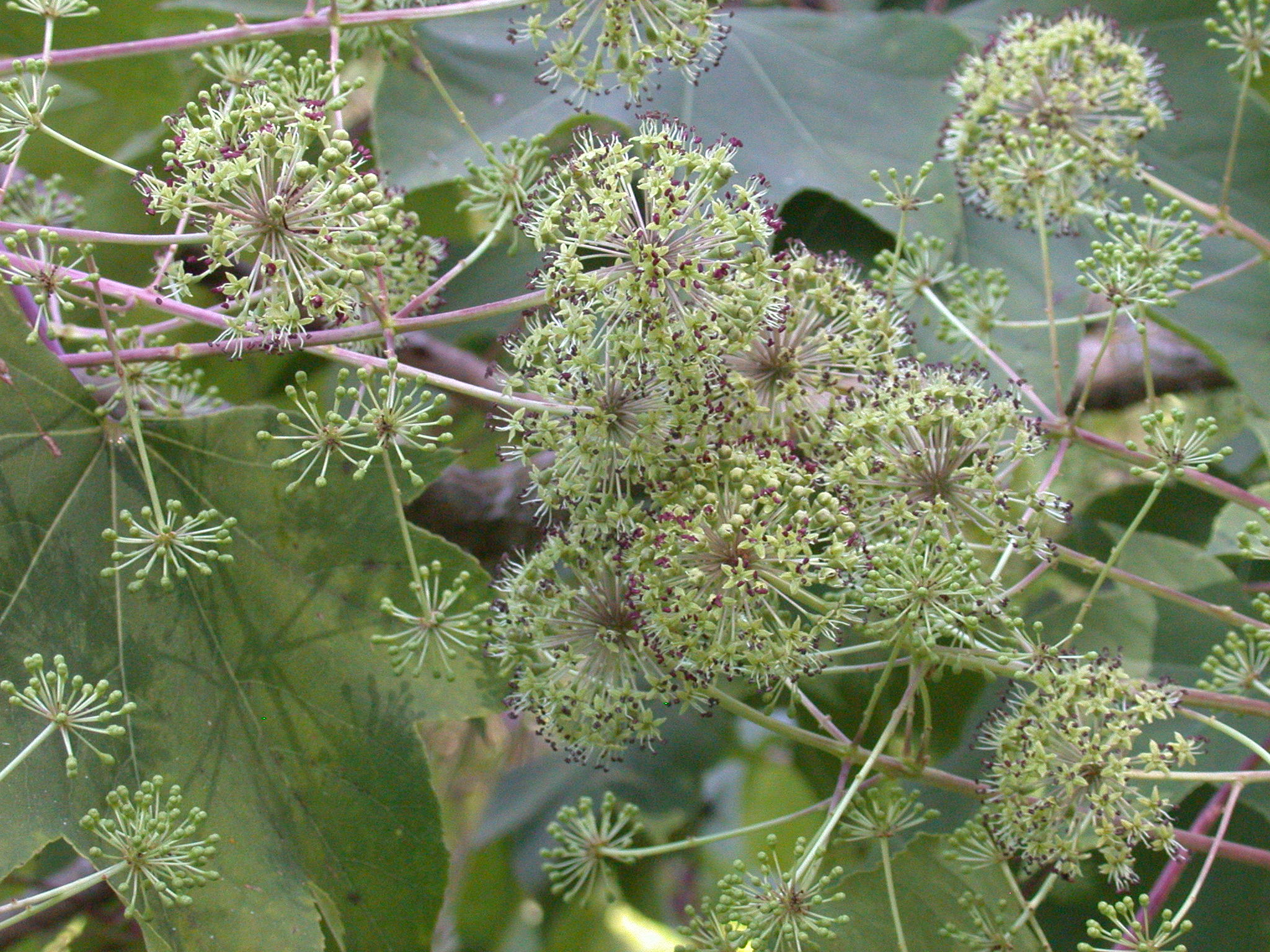
Verzweigter Blütenstand, Ausschnitt

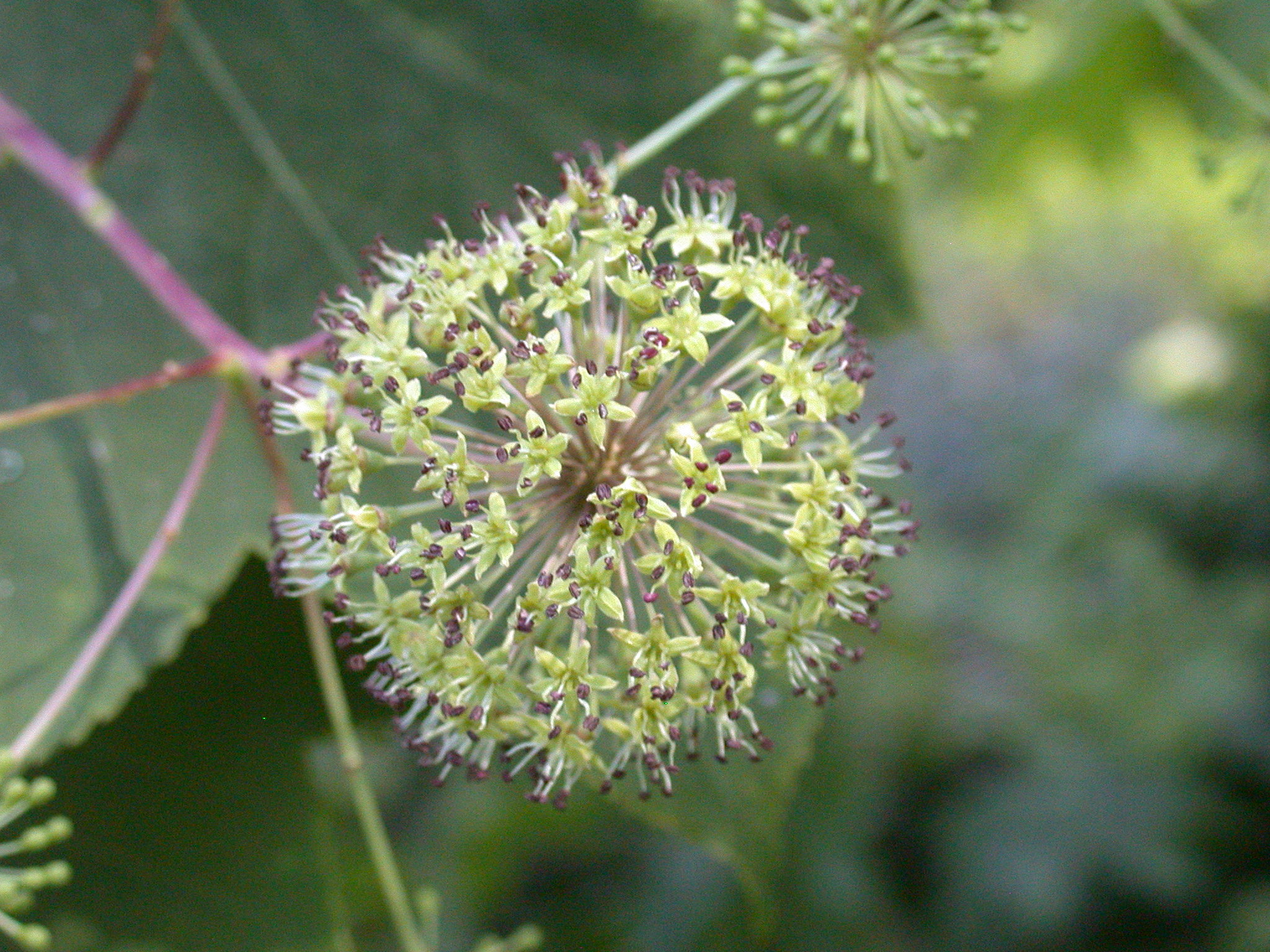
Doldiger Teilblütenstand

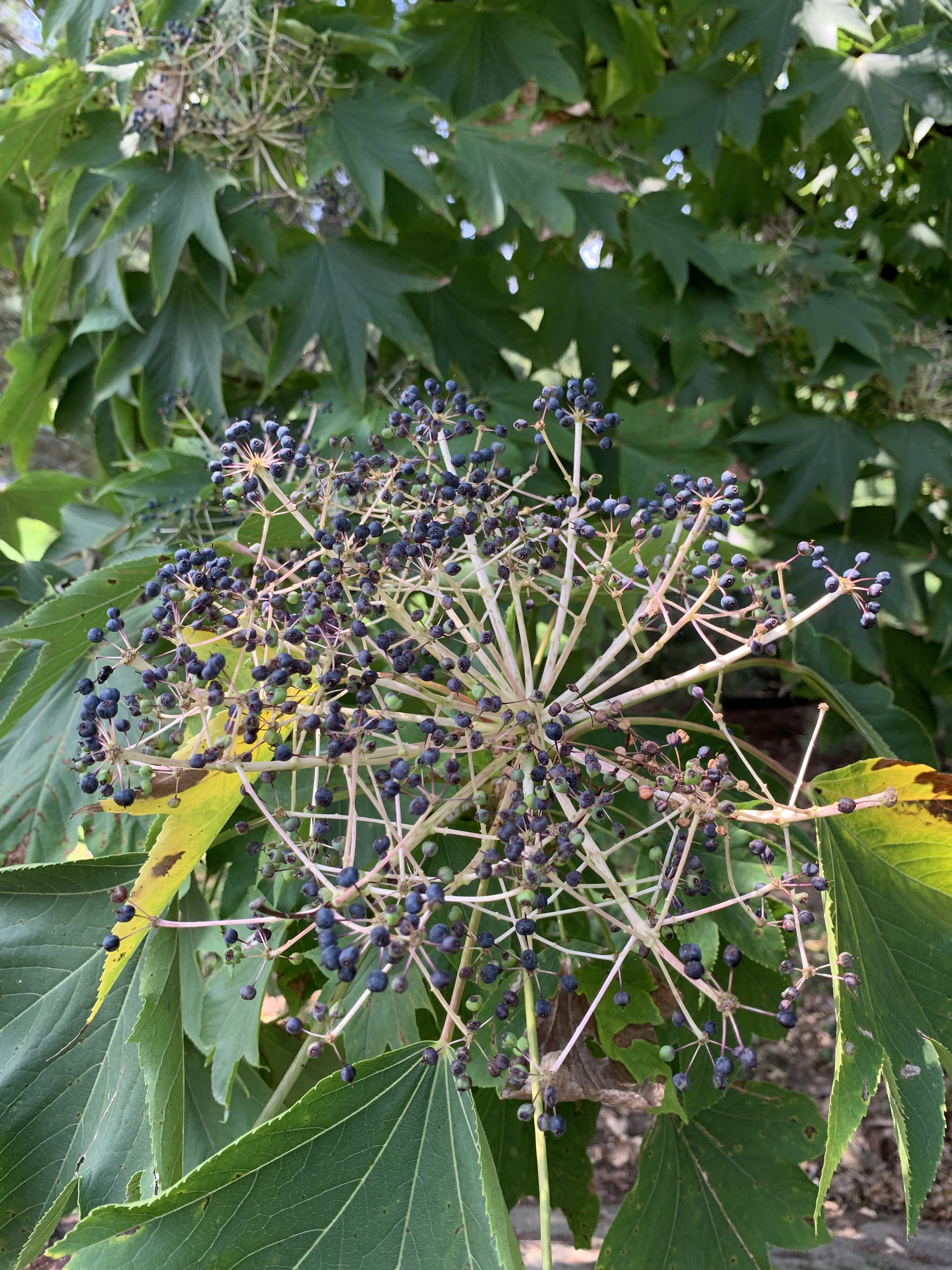
Fruchtstand

Die Baumaralie (Kalopanax septemlobus) ist die einzige Pflanzenart der monotypischen Gattung Kalopanax aus der Familie der Araliengewächse (Araliaceae). Der Trivialname „Baumaralie“ bezieht sich vorwiegend auf die Verwendung als Zierpflanze, ein weiterer Trivialname ist Baumkraftwurz, der vor allem bei Nutzung als Heilpflanze verwendet wird; im Zusammenhang mit dem Holz wird von Sen(baum) oder auch Senesche gesprochen.

## Vorkommen
Das natürliche Verbreitungsgebiet liegt in den gemäßigten Zonen Ostasiens: östliche Volksrepublik China und Russland, Japan und Korea. Der Baum wächst in Wäldern in Höhenlagen von Meeresniveau bis 2500 m. In manchen Ländern ist diese Art eine invasive Pflanze.

## Beschreibung
Bei der Baumaralie handelt es sich um einen laubabwerfenden Baum der Wuchshöhen von bis zu 30 m und Stammdurchmesser von 1 m erreicht (in Mitteleuropa jedoch meist deutlich kleiner bleibt). Der Stamm und die Äste weisen oft mehr oder weniger Stacheln auf. Die grobe, bräunliche bis grau-braune Borke ist furchig.
Die wechselständigen, großen, einfachen Laubblätter besitzen 8 bis 50 cm lange, kahle und schlanke Blattstiele. Die (ahornähnliche) und papierige Blattspreite ist 9 bis 25 cm (manchmal 35 cm) breit und handförmig fünf- bis neunlappig, -teilig (wovon sich das Epitheton septemlobus ableitet). Die Blattränder sind gesägt, die Lappen sind spitz bis zugespitzt. Die Nebenblätter sind mit dem Blattstiel verwachsen.
Der endständige, verzweigte, reichblütige 20 bis 30 cm breite und rispige Blütenstand ist aus doldigen Teilblütenständen zusammengesetzt, die einen Durchmesser von 1 bis 2,5 cm aufweisen. Die zwittrigen, radiärsymmetrischen und fünfzähligen, lang gestielten Blüten mit doppelter Blütenhülle erscheinen im Sommer. Die Kelchblätter, -zähne sind sehr klein am konischen, kahlen Blütenbecher. Die fünf ausladenden, klappigen und schmal-eiförmigen Kronblätter sind weißlich bis gelblich-grün. Es ist nur ein Kreis mit fünf vorstehenden Staubblättern mit rötlichen Antheren vorhanden. Zwei Fruchtblätter sind zu einem unterständigen Fruchtknoten mit kurzem Griffel mit zweiästiger Narbe verwachsen. Es ist ein Diskus vorhanden.
Die zweisamigen, rundlichen oft seitlich zusammengedrückten und kahlen, beerenartigen Steinfrüchte (Scheinfrucht) sind dunkelblau (fast schwarz) mit Diskus-, Griffel- und Kelchresten an der Spitze und haben einen Durchmesser von 3 bis 5 mm. Die halbmondförmigen Samen (Steinkerne, Pyrene) sind abgeflacht.

## Taxonomie
Der botanische Gattungsname Kalopanax bedeutet: Kalo = schön und Panax = Allheilmittel. Septemlobus bezieht sich auf die Blattform und bedeutet siebenlappig.
Es gibt eine große Anzahl an Synonymen:   
Acer septemlobum Thunb., Acanthopanax ricinifolius (Siebold & Zucc.) Seem., Acanthopanax ricinifolius var. maximowiczii (Van Houtte) C.K.Schneider, Acanthopanax septemlobus (Thunb.) Koidz. ex Rehder, Acanthopanax septemlobus var. magnificus (Zabel) W.C.Cheng, Acanthopanax septemlobus var. maximowiczii (Van Houtte) W.C.Cheng, Acer pictum Thunb., Aralia maximowiczii Van Houtte, Kalopanax pictus (Thunb.) Nakai, Kalopanax pictus var. magnificus (Zabel) Nakai, Kalopanax pictus f. maximowiczii (Van Houtte) H.Hara, Kalopanax pictus var. maximowiczii (Van Houtte) H.L.Li, Kalopanax ricinifolius (Siebold & Zucc.) Miq., Kalopanax ricinifolius var. chinensis Nakai, Kalopanax ricinifolius var. magnificus Zabel, Kalopanax ricinifolius var. maximowiczii (Van Houtte) Nakai, Kalopanax septemlobus var. magnificus (Zabel) Hand.-Mazz., Kalopanax septemlobus f. maximowiczii (Van Houtte) H.Ohashi, Kalopanax septemlobus var. maximowiczii (Van Houtte) Hand.-Mazz., Panax ricinifolius Siebold & Zucc..

## Systematik
Man kann zwei Unterarten und eine Form unterschieden:
- Kalopanax septemlobus subsp. septemlobus: Sie kommt in Japan, Korea, China und im fernöstlichen Russland vor.[1]
- Kalopanax septemlobus subsp. lutchuensis (Nakai) H.Ohashi: Sie kommt auf Kyushu und auf den Nansei-Inseln vor.[1]
- Kalopanax septemlobus f. maximowiczii (Van Houtte) H.Ohashi: Sie kommt im nördlichen und zentralen Japan, in Korea und im nördlichen China vor.[1]

## Nutzung
Dieser winterharte Baum wird in den gemäßigten Breiten gelegentlich in Gärten und Parkanlagen angepflanzt, wobei meist die Form Kalopanax septemlobus f. maximowiczii verwendet wird, die sich durch besonders tief gelappte Blätter auszeichnet. Die jungen Pflanzen und Blätter werden als Gemüse genutzt, ähnlich wie von Aralia continentalis, Aralia cordata und Aralia elata.
Es gibt auch medizinische Verwendungen. Der Rinde wird fungizide Wirkung zugeschrieben, sie dient in Korea als vielseitige Arznei. Auch Tee aus den Blättern, Wurzeln und Sud des Holzes werden als Heilmittel eingesetzt.
Die Rinde und die Blätter werden außerdem als Insektizid genutzt.

### Holz

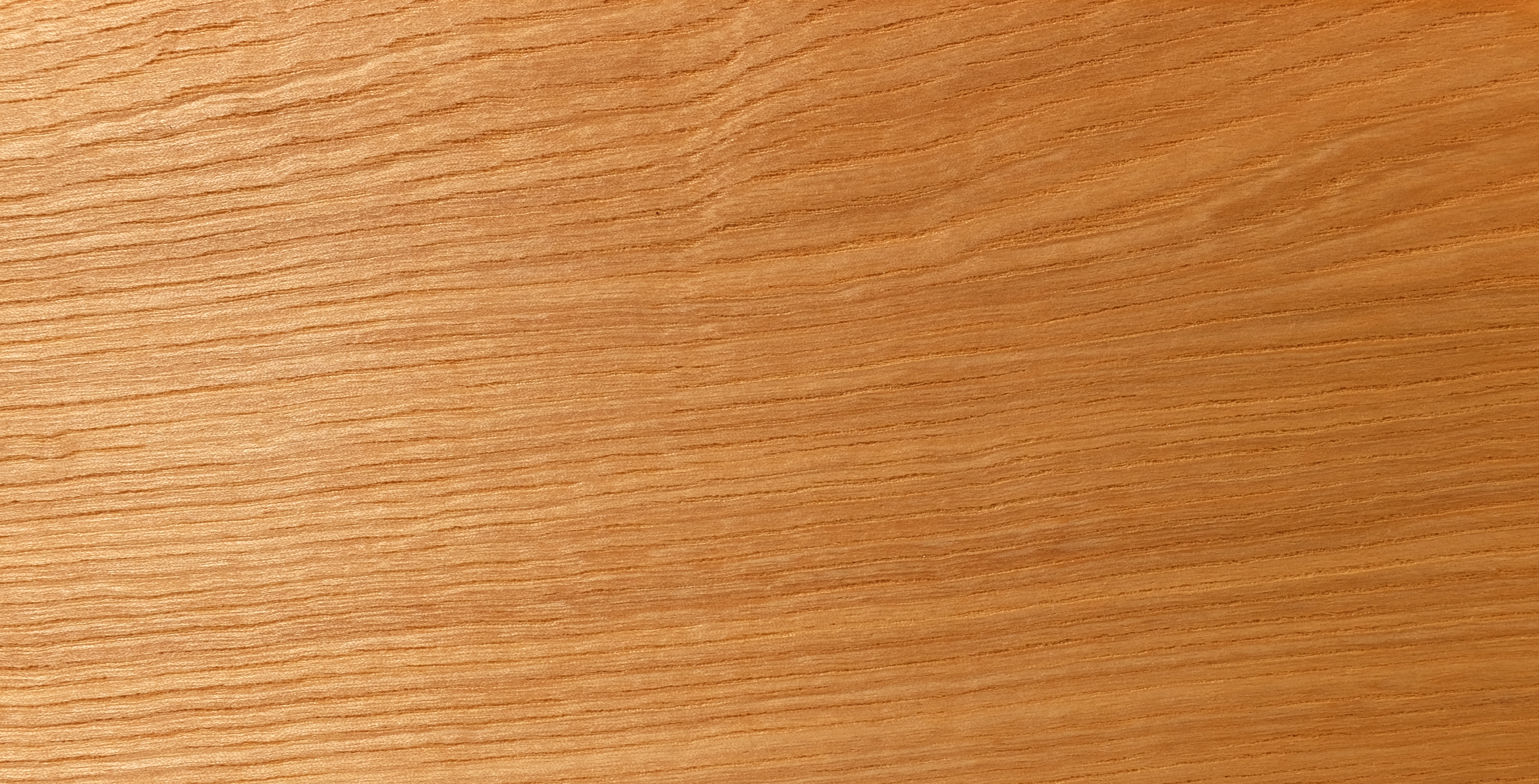
Gemessertes Furnier der Senesche

Das weißlich-blasse Holz des Sen mit seinem geraden Faserverlauf und der ringporigen Struktur weist große Ähnlichkeit mit Eschenholz auf. Daher wird das Holz mitunter auch unter der Bezeichnung „Senesche“ angeboten, obwohl die beiden Baumarten nicht verwandt sind. Senholz ist jedoch um etwa 20 % leichter und deutlich weicher als Esche.
Das Holz lässt sich gut sägen und weiter bearbeiten. Durch die leicht zu erzielende glatte Oberfläche eignet es sich gut für optisch ansprechende Furniere. Die Widerstandskraft ist im Vergleich zur Esche gering. Es reißt leicht bei Trocknung (starke Schwindung) oder Einschlag von Nägeln.
Das geringe Angebot an Senholz auf dem internationalen Markt kommt großteils aus Japan und beschränkt sich weitestgehend auf Furniere und Sperrholz. Europaweit kommt Sen vornehmlich in der Herstellung von Schlafzimmermöbeln zum Einsatz. In Japan selbst wird Sen vielseitig für Möbel, Wandverkleidungen, Schnitzarbeiten, Klaviere, Baseballschläger und vielerlei Alltags- und Ziergegenstände verwendet. Weitere Handelsnamen sind Haragiri, Harigiri, Sen-noki oder Ts-Tsin.